# 玛丽特·勒斯贝格·雅各布森
玛丽特·勒斯贝格·雅各布森（挪威語：Marit Røsberg Jacobsen，1994年2月25日—），挪威女子手球运动员。她曾代表挪威国家队参加2020年夏季奥林匹克运动会手球比赛，获得一枚铜牌。